# Liga Espanhola de Basquetebol de 1959–60
A Temporada da Liga Espanhola de Basquetebol de 1959-60 foi a quarta edição da Liga Espanhola disputada entre 5 de dezembro de 1959 e 6 de março de 1960. O Real Madrid conquistou seu terceiro título e o cestinha da competição foi Alfonso Martínez do FC Barcelona com 323 pontos.

## Clubes e Sedes
| Clube           | Cidade    |
| --------------- | --------- |
| CF Barcelona    | Barcelona |
| Real Madrid CF  | Madrid    |
| Club Juventud   | Badalona  |
| CB Orillo Verde | Sabadell  |
| CB Aismalíbar   | Moncada   |
| CB Estudiantes  | Madrid    |
| RCD Español     | Barcelona |
| Club Hesperia   | Madrid    |
| CD Iberia       | Saragoça  |
| UD Montgat      | Montgat   |
| CN Helios       | Saragoça  |
| Canoe NC        | Madrid    |

## Classificação
| Pos | Clube           | J  | V  | E | D  | P+    | P-    | Pts | Classificação ou Rebaixamento |
| --- | --------------- | -- | -- | - | -- | ----- | ----- | --- | ----------------------------- |
| 1   | Real Madrid CF  | 22 | 20 | 0 | 2  | 1.497 | 1.047 | 40  | Copa Europeia                 |
| 2   | Club Juventud   | 22 | 16 | 1 | 5  | 1.298 | 1.117 | 33  |                               |
| 3   | CB Orillo Verde | 22 | 16 | 0 | 6  | 1.235 | 1.166 | 32  |                               |
| 4   | CB Aismalíbar   | 22 | 14 | 1 | 7  | 1.230 | 1.065 | 29  |                               |
| 5   | CD Hesperia     | 22 | 14 | 1 | 7  | 1.337 | 1.226 | 29  | Desistiu 1                    |
| 6   | CF Barcelona    | 22 | 11 | 0 | 11 | 1.383 | 1.273 | 22  |                               |
| 7   | CD Iberia       | 22 | 9  | 0 | 13 | 1.096 | 1.267 | 18  |                               |
| 8   | UD Montgat      | 22 | 8  | 0 | 14 | 1.132 | 1.217 | 16  | Playoffs de Rebaixamento      |
| 9   | RCD Español     | 22 | 7  | 1 | 14 | 1.080 | 1.252 | 15  | Playoffs de Rebaixamento      |
| 10  | CB Estudiantes  | 22 | 6  | 2 | 14 | 1.146 | 1.263 | 14  |                               |
| 11  | CN Helios       | 22 | 4  | 1 | 17 | 1.051 | 1.355 | 9   | Desistiu 2                    |
| 12  | Canoe NC        | 22 | 3  | 1 | 18 | 1.173 | 1.410 | 7   | Rebaixamento Revogado 1       |

| Campeões 1959-60      |
| --------------------- |
| Real Madrid 3º Titulo |

## Playoff de Rebaixamento
| Pos | Clube       | J | V | E | D | P+  | P-  | Pts | Classificação |
| --- | ----------- | - | - | - | - | --- | --- | --- | ------------- |
| 1.  | UD Montgat  | 6 | 5 | 0 | 1 | 339 | 259 | 10  | Continuidade  |
| 2.  | RCD Español | 6 | 5 | 0 | 1 | 352 | 306 | 10  | Continuidade  |
| 3.  | CB Mollet   | 6 | 3 | 0 | 3 | 295 | 357 | 6   |               |
| 4.  | Picadero JC | 6 | 0 | 0 | 6 | 261 | 325 | 0   |               |

## Estatísticas

### Pontos
| Rank | Nome               | Clube | Pts | J  | %     |
| ---- | ------------------ | ----- | --- | -- | ----- |
| 1.   | Alfonso Martínez   | BAR   | 323 | 16 | 20,19 |
| 2.   | Johnny Báez        | RMD   | 439 | 22 | 19,95 |
| 3.   | Emiliano Rodríguez | AIS   | 394 | 22 | 17,91 |
| 4.   | Travis Montgomery  | RMD   | 361 | 22 | 16,41 |
| 5.   | Adolfo Beneyto     | CAN   | 338 | 22 | 15,36 |